# Piculus simplex
Piculus simplex là một loài chim trong họ Picidae.